# Жданов Василь Іванович
Василь Іванович Жданов (нар. 12 січня 1963, Харків, УРСР, СРСР) — радянський професійний шосейний велогонщик, виступав за команду СРСР з велогонок, що в 1985 році виграла командну гонку на 100 км на Чемпіонаті світу. Заслужений майстер спорту СРСР (1985).

## Біографія
Брав участь в Літніх Олімпійських іграх 1988 року, посівши там сьоме місце, і в цьому ж році виграв «Гонку Молока». Ставши професіоналом в 1989 році, не виграв не однієї гонки і закінчив кар'єру в 1992 році.
У 1987 році Василь Іванович закінчив Київський університет фізичної культури (Харківська філія). З 1994 по 1996 він очолював збірну України з шосейних велогонок, потім до 2005 року був особистим помічником Олега Блохіна у Верховній Раді з питань спорту.
З 2005 по 2010 рік відповідав за питання спорту і туризму в Адміністрації Харківської області.
З 2011 року — помічник менеджера в італійській велогоночній команді UAE Team Emirates.

## Професійні команди
- 1989 — Alfa Lum - STM (Сан-Марино);
- 1990 — Alfa Lum (Сан-Марино);
- 1991—1992 — TVM - Sanyo (Нідерланди).